# Leucémie
 Mise en garde médicale
La leucémie (du grec leukos, blanc, et haima, sang) est un cancer des cellules de la moelle osseuse (les cellules de la moelle produisent les cellules sanguines, d'où le terme parfois utilisé de cancer du sang), faisant partie des hémopathies malignes.
Les leucémies sont à distinguer des lymphomes qui se développent à partir d'un organe lymphoïde secondaire. Dans certains cas, néanmoins, la distinction est purement nosologique : une leucémie aiguë lymphoblastique et un lymphome lymphoblastique avec envahissement médullaire ne sont pas différenciables, et se traitent de la même façon. Au XIXe siècle, ce terme ne désignait qu'une seule maladie, mortelle. Le sang extrait des patients atteints par une leucémie était d'aspect blanchâtre, du fait de l'augmentation du nombre de globules blancs, d'où le nom de leucose. On distingue aujourd'hui de nombreux types de leucémies, qui demandent chacune un traitement spécifique.
En 1847, Rudolf Virchow, un médecin histologiste allemand, fut l'un des premiers à décrire la leucémie. Cette maladie débute dans la moelle osseuse. Les cellules leucémiques se comportent de manière anormale en raison d'une modification de leur génome avec une accumulation, au niveau de leur ADN, de mutations acquises qui permettent la transformation de la cellule.
Les cellules souches de la moelle osseuse produisent quotidiennement des milliards de globules rouges, de globules blancs et de plaquettes. La leucémie est caractérisée par une prolifération anormale et excessive de précurseurs des globules blancs, bloqués à un stade de différenciation, qui finit par envahir complètement la moelle osseuse puis le sang. S'installe alors un tableau d'insuffisance médullaire, avec production insuffisante de globules rouges (source d'anémie), de globules blancs normaux, polynucléaires principalement (neutropénie, source d'infections graves) et de plaquettes (thrombopénie, source d'hémorragies provoquées ou spontanées).
Les cellules leucémiques peuvent également envahir d'autres organes comme les ganglions lymphatiques, la rate, le foie, les testicules ou le système nerveux central.
Certains hématologues avancent l'idée que les progrès en matière de leucémie se font plus rapidement que pour les autres cancers, grâce à la facilité d'accès aux cellules sanguines (par une prise de sang), accélérant ainsi la recherche (voir le paragraphe Progrès en matière de leucémie).

## Symptômes
- fièvre qui peut être inflammatoire (fièvre spécifique) ou en rapport avec une infection favorisée par la neutropénie ;
- baisse du nombre de globules blancs et en particulier des polynucléaires neutrophiles (neutropénie), à l'origine d'infections graves à répétition, comme une angine grave, une pneumonie, une septicémie… ; dans certaines formes de leucémie il peut y avoir une augmentation très importante du nombre de globules blancs (on parle de formes hyper-leucocytaires si les globules blancs dépassent 100 000/mm3) du fait du passage des cellules leucémiques dans le sang : la proportion de blastes au sein des globules blancs est alors supérieure à 90 % ;
- baisse des plaquettes (thrombopénie) responsable de manifestations hémorragiques : hémorragies des gencives, des muqueuses, des tissus sous-cutanés… Ce risque hémorragique est surtout important si les plaquettes sont inférieures à 20 000/mm3. Le risque hémorragique peut être très augmenté en cas de complications de l'hémostase associées au processus leucémique : coagulation intra-vasculaire disséminée (CIVD) ou fibrinolyse ;
- diminution du nombre de globules rouges, entraînant une anémie, accompagnée de pâleur et de palpitation ;
- les blastes (précurseurs des globules blancs) envahissent les os (douleurs osseuses de rythme inflammatoire) et certains organes comme les ganglions (présence d'adénopathies), le foie (hépatomégalie), la rate (splénomégalie), les testicules, le système nerveux (atteinte des paires crâniennes, paralysie faciale en premier lieu, syndrome méningé, céphalées, troubles de conscience) ou la peau, entraînant l'apparition de leucémides (localisations spécifiques).
- douleur articulaire, pouvant se transformer en luxation articulaire, souvent une luxation temporo-mandibulaire ou une luxation acromio-claviculaire
- Au niveau des analyses de laboratoire : présence de blastes au frottis sanguin (cellules présentant souvent un grand noyau avec peu de cytoplasme et présence de nucléoles. Dans la forme myéloïde, il peut y avoir présence de corps d'Auer.

## Prévalence

Décès dus à la leucémie par million de personnes en 2012

| - 14-22 - 23-29 \| - 30-34 - 35-39 - 40-46 \| - 47-64 - 65-85 - 86-132 |

## Les quatre types de leucémie
On peut classer les leucémies en fonction :
- de leur rapidité d'évolution : leucémie aiguë (apparition soudaine ou/et rapide) et chronique (apparition lente et non soudaine) ;
- de leur aspect cytologique lié à la lignée de cellules à partir de laquelle elles émergent : leucémie lymphoblastique ou lymphoïde (cellules lymphoïdes) et leucémies myéloblastiques (cellules myéloïdes).

La leucémie aiguë est caractérisée par la prolifération rapide de cellules immatures de la moelle osseuse, anormales sur le plan cytologique et non fonctionnelles. Les leucémies aiguës se voient à tout âge ; leur traitement peut être urgent.
La leucémie chronique, ici les cellules cancéreuses sont plus matures, bien que toujours anormales. L'évolution peut se faire sur des mois à des années. Les cellules tumorales sont créées en plus grand nombre que la normale mais la tolérance clinique est initialement bonne. Les leucémies chroniques se voient principalement chez les personnes âgées. Le traitement de ce type de leucémie est le plus souvent moins urgent, voire peut n'être débuté qu'après une phase d'observation.
En combinant les deux classifications on obtient le tableau suivant :
|                                  | Aiguë | Chronique |
| Leucémies de la lignée lymphoïde | Leucémie aiguë lymphoblastique (LAL) : c'est le type le plus courant de leucémie chez le jeune enfant, mais elle affecte aussi des adultes y compris des sujets de plus de 65 ans | Leucémie lymphoïde chronique (LLC) atteint plus souvent les adultes de plus de 55 ans, parfois les jeunes adultes, et de façon exceptionnelle les enfants. |
| Leucémies de la lignée myéloïde  | Leucémie aiguë myéloïde (LAM) : se voit plus fréquemment chez l'adulte que chez l'enfant                                                                                          | Leucémie myéloïde chronique (LMC) atteint principalement l'adulte, et très rarement l'enfant.                                                              |

Les formes les plus courantes chez l'adulte sont ainsi les LAM, les LMC et LLC, alors que chez l'enfant les LAL prédominent.
À l'intérieur même de ces types, il existe d'autres catégories permettant d'avoir un traitement plus ciblé. Il s'agit des classifications FAB et WHO.

## Classification FAB (franco-américano-britannique) des leucémies aiguës
Au début des années 1970, un groupe international constitué de chercheurs français, américains et britanniques a travaillé sur une nouvelle classification des leucémies aiguës en compulsant des centaines de dossiers médicaux de malades leucémiques. Il en a résulté la classification franco-américano-britannique (FAB), toujours utilisée aujourd'hui pour classer les leucémies aiguës.
Cette classification reconnaissait 3 types différents de leucémie aiguë lymphoblastique (LAL) : L1, L2 et L3, et 7 sous-types de leucémie aiguë myéloïde (LAM) : M1, M2, M3, M4 et M4Eo, M5 et M6. Secondairement ont été ajoutés les types M0 et M7. Sur le plan thérapeutique les LAL L1 et L2 sont traitées dans les mêmes protocoles ; le type L3, appelé également Leucémie de Burkitt, relève d'un traitement différent.
Pour les LAM, le type M3 (leucémie aiguë promyélocytaire) a bénéficié de progrès récents (utilisation de l'acide tout-trans rétinoïque ou trétinoïne et des sels d'arsenic) et est traité selon des protocoles spécifiques ; les autres sous-types de LAM se traitent de façon identique.
La classification FAB tend actuellement à être remplacée par une nouvelle classification élaborée sous l'égide de l'OMS (WHO classification) qui prend en compte, en plus de l'aspect cytologique, les données du caryotype.
La caractérisation des cellules leucémiques est complétée par l'étude :
- de l'immuno-phénotypage : recherche de l'expression de certains marqueurs à la surface des cellules leucémiques. Pour les LAL cela permet de déterminer la nature B ou T de la prolifération ;
- du caryotype : recherche d'anomalies chromosomiques acquises des cellules leucémiques. Certaines de ces anomalies sont spécifiques d'un sous-type particulier de leucémie ; d'autres ont une valeur pronostique[1] ;
- de leur ADN et de ses transcrits (ARN) : différents types d'examens de biologie moléculaire vont venir compléter le caryotype et rechercher également certaines anomalies chromosomiques ou certaines mutations. Dans un avenir proche sera également analysé l'ensemble des transcrits ARN des cellules leucémiques à visée diagnostique et pronostique.

### Proliférations chroniques de type myéloïde
La principale est la leucémie myéloïde chronique (LMC) caractérisée par un chromosome anormal identifié par l'étude du caryotype des cellules leucémiques, le chromosome de Philadelphie (Ph1). Il est dû à une translocation chromosomique entre les chromosomes 9 et 22.
Les autres types sont la leucémie myélomonocytaire chronique (LMMC), initialement classée par le FAB dans le groupe des myélodysplasies, et une forme de l'enfant, très rare, la leucémie myélomonocytaire juvénile.

### Proliférations lymphoïdes chroniques
La plus fréquente est la leucémie lymphoïde chronique (LLC) qui est en général une prolifération B. Il existe d'autres proliférations lymphoïdes : par exemple leucémie prolymphocytaire T de Galton, Mycosis fungoïde, à lymphocytes T suppresseurs, etc. Les LLC sont parfois classées, non sans raison, parmi les lymphomes.
- Voir : gène BTG1.

### Leucémies aiguës myéloïdes
Cette forme de leucémie concerne 80 % des leucémies aiguës de l'adulte. En comparaison des autres formes de cancer, on constate un nombre assez réduit de gènes mutés (13 gènes mutés constatés et en moyenne 5). Les trois gènes les plus fréquemment mutés sont : FLT3 (30 % des cas), NPM1 (50 %) et DNMT3A. Dans les cas où le gène FLT3 est muté, l'utilisation de la midostaurine associée à la chimiothérapie améliore l'efficacité du traitement,. On peut classer ce type de leucémie suivant les formes suivantes :
- LAM 0 : indifférenciée (Comprend les marqueurs lymphocytaires CD117 et parfois CD 34)
- LAM 1 : myéloblastique sans différenciation (Habituellement CD34 et CD 117+)
- LAM 2 : myéloblastique avec différenciation
- LAM 3 : promyélocytaire
- LAM 4 : myélomonocytaire
- LAM 4Eo : myélomonocytaire avec éosinophilie
- LAM 5 : monoblastique (sans différenciation : M5a, avec différenciation : M5b) (Dans les deux cas, CD34 et CD117 peuvent être négatifs.)
- LAM 6 : érythroblastique ou érythroleucémie
- LAM 7 : mégacaryoblastique

### Leucémies aiguës lymphoblastiques
Leucémies aiguës lymphoblastiques ou LAL :
- LAL 1 : B
- LAL 2 : B/T
- LAL Burkitt ou lymphome de Burkitt (Souvent reconnaissable à la présence de marqueurs lymphocytaires CD 10+ associé à la présence de restriction Kappa ou Lambda)

Le type L3 correspond toujours à des proliférations B. Les types L1 et L2 peuvent correspondent à des proliférations pré-B, pro-pré-B ou pré-pré B, avec des degrés variables de différenciation, ou à des proliférations T.

### Autres leucémies
- tricholeucémie,
- LGL définie comme leucémie à grands lymphocytes.

## Facteurs de risque
Une leucémie peut survenir à tout âge, de la période néonatale au 4e âge, mais selon l'âge et certains antécédents, le risque de contracter certains types de leucémie diffère :
- LAL : la plus fréquente des leucémies de l'enfant, caractérisée par un pic de fréquence entre 2 et 5 ans, mais tous les âges sont concernés. Chez l'adulte, c'est plus rare que la LAM ;
- LAM : rare chez l'enfant, c'est la plus fréquente des leucémies aiguës chez l'adulte (Souvent après 40 ans, mais peut survenir à tout âge);
- LMC : leucémie de l'adulte, rare chez l'enfant ;
- LLC : jeunes adultes, 3e âge ou au 4e âge, souvent à partir de 50 ans

Il n'y a pas de différence notable d'incidence entre les hommes et les femmes.

### Facteurs de risque connus
- antécédent de radiothérapie ou de chimiothérapie pour un autre cancer ;
- exposition à des rayonnements ionisants (radioactivité)[7] ; à dose égale, l'exposition durant l’enfance entraîne un risque plus élevé qu’une exposition à l’âge adulte[8].
- exposition in utero aux rayons X ;
- exposition in utero à certains polluants de l'air[9]
- exposition à certains produits chimiques (benzène, les hydrocarbures aromatiques, expliquant que certains métiers soient surexposés, dans l'industrie du caoutchouc synthétique par exemple[10]) ou à certains engrais ;
- exposition (y compris in utero à de faibles doses) à certains pesticides ; selon une méta-étude faite sur 31 études épidémiologiques faites entre 1950 et 2009, l'exposition de la mère lors de son travail durant la grossesse double le risque de déclaration d'une leucémie chez l'enfant (augmentation de 40 % chez les agricultrices qui semblent les plus exposées). Ce risque de leucémie infantile augmente le plus avec l'exposition à des insecticides et des herbicides (+ 2,7 et + 3,6 respectivement). L'exposition du père n'a pas de conséquences nette[11] ;
- certaines anomalies génétiques comme la trisomie 21 ;
- certaines maladies comme le rachitisme, certaines infections et le cancer de la moelle osseuse[12] ;
- maladies hématologiques myéloprolifératives : polyglobulie essentielle ou maladie de Vaquez, myélofibrose (fibroblastes en prolifération), anémie aplasique (beaucoup ne sont en fait que des leucémies) tandis qu'une leucémie chronique se transforme souvent en leucémie aiguë ;
- exposition via l'air intérieur aux émanations de certains objets de décoration (ex. : COV totaux[13] et méthanal)[14] ;
- Effet de la souche virale Htl-V1[15],[16] du Virus T-lymphotrope humain ;
- cause inconnue (9 cas sur 10).

En 2000, Paule-Marie Carli démontre l’incidence des leucémies aiguës après les chimiothérapies des cancers du sein traités par la Novantrone à base de Mitoxantrone. Cette découverte conduit au retrait de ce médicament pour traiter les cancers du sein non métastatiques.

### Facteurs de risques discutés
- L'exposition à certains champs électromagnétiques (par exemple, induit par une ligne électrique à haute-tension) ne semble pas être clairement à l'origine de leucémies (ce sont notamment des preuves épidémiologiques cohérentes d'une association entre la leucémie infantile et l'exposition à des champs magnétiques à très basse fréquence (ELF) qui ont poussé le Centre international de recherche sur le cancer à classer ces CEM comme « cancérogène possible pour l'homme »)[18]. Depuis la parution en 1979 dans l'American Journal of Epidemiology d'un article[19] portant sur une corrélation significative entre exposition aux champs magnétiques et cancer de l'enfant[20], le sujet reste néanmoins débattu, notamment car de nombreuses études poussées et à grande échelle ont été faites, y compris avec des dosimètres personnels, et qu'elles continuent à produire des résultats globalement contradictoires, ne pouvant ni infirmer, ni confirmer, ni vraiment expliquer l'association. En 1998, Pierre Lajoie et Patrick Levallois se demandaient si ceci ne résulte pas de « la grande difficulté à évaluer avec un tant soit peu de justesse l’exposition réelle des sujets étudiés (les CEM sont omniprésents et tous y sont exposés) ou peut être que le véritable agent causal n’est pas le champ magnétique en soi, mais une composante ou un parasite de ce champ (résonance, hautes fréquences transitoires, autres paramètres des radiations) qui n’a pas encore fait l’objet de recherches »[21].
- Des études ont montré la présence d'une prévalence accrue de leucémies près de certaines installations nucléaires, d'autres n'en trouvant pas systématiquement à plus grande échelle[22].

## Traitements

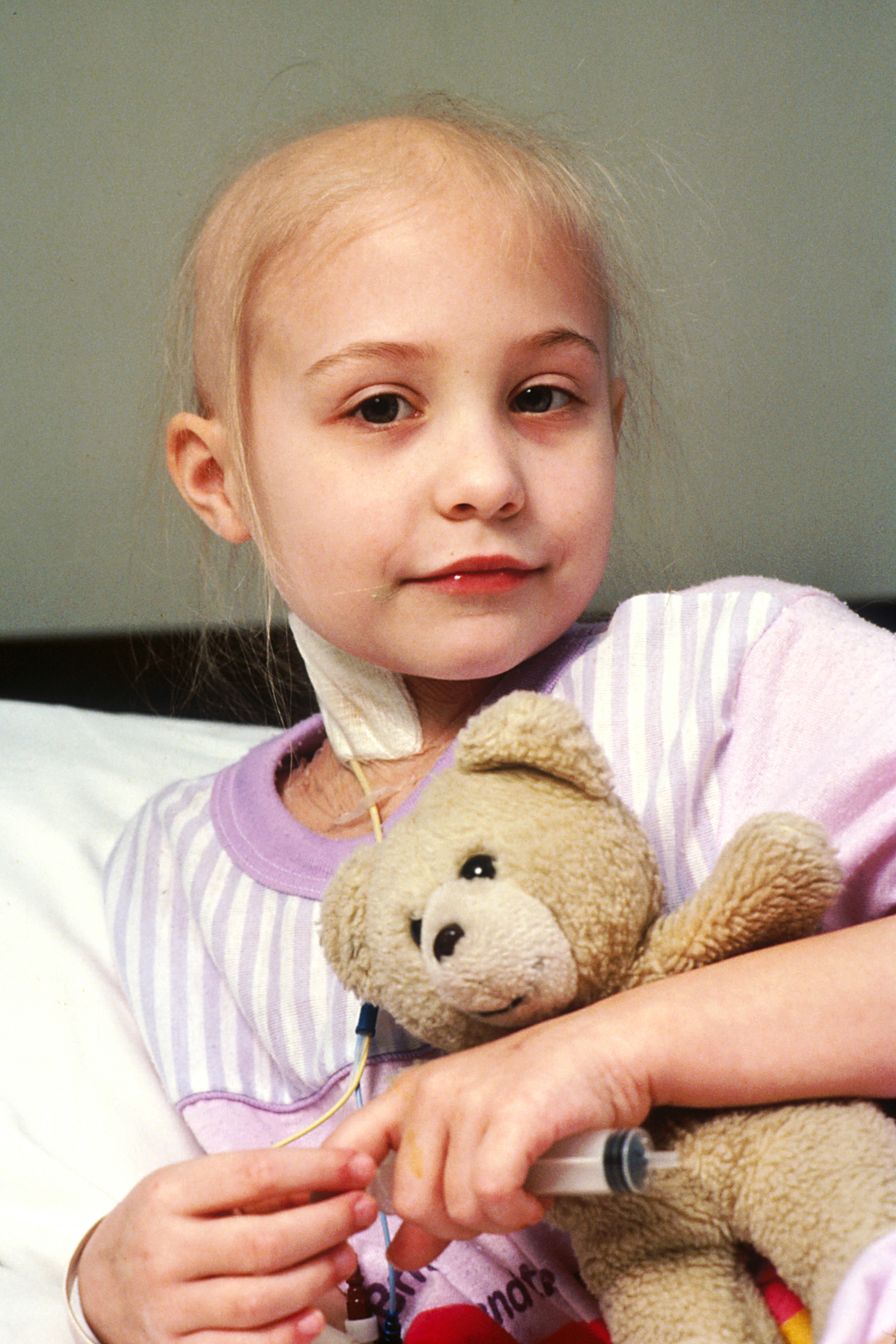
Jeune fille atteinte d'une Leucémie aiguë lymphoblastique recevant un traitement par chimiothérapie.

Ils varient selon le type de leucémie :
- les leucémies aiguës sont traitées par une chimiothérapie intensive qui nécessite généralement une hospitalisation assez longue. Le but est de détruire les cellules anormales (les blastes), mais les cellules « normales », en particulier certaines d'entre elles (cellules de la moelle osseuse, du cuir chevelu, du tube digestif), y sont aussi sensibles. Après une cure intensive, le patient, en particulier, ne peut plus renouveler seul les cellules de son sang et de son système immunitaire : on dit que le malade est alors en phase d'aplasie ; pendant cette phase, il a besoin de nombreux soins complémentaires et en particulier d'un support transfusionnel. La première cure est appelée cure d'induction ; puis viennent des cures de consolidation et, pour certaines leucémies, un traitement d'entretien. Une irradiation (radiothérapie) de l'encéphale est nécessaire dans certains cas. Une greffe de moelle peut être indiquée dans certains types et pour les formes ayant le pronostic le plus sévère ; une greffe est aussi généralement indiquée en cas de rechute. Les chances de succès du traitement sont variables selon l'âge et le type de leucémie avec des chances de guérison qui sont pour les LAL de l'enfant de 80 %. Néanmoins, en cas de rechute, les chances de guérison tombent à 30 % ;
- la LAM3 se traite par une association de chimiothérapie et d'agents différenciants : acide tout-trans rétinoïque et sels d'arsenic. Les chances de guérison sont supérieures à 70 % ;
- la LMC se traite au milieu des années 2000 en première intention par un médicament de la classe des inhibiteurs de tyrosine kinase (ITK), l'imatinib, qui agit spécifiquement sur les cellules leucémiques et qui a révolutionné la prise en charge de ce type de leucémie. D'autres ITK peuvent être utilisés en deuxième intention : nilotinib ou dasatinib. Les autres options thérapeutiques sont d'autres médicaments (hydroxyurée, interféron, aracytine…) et la greffe de moelle allogénique ;
- la LLC, qui a une évolution le plus souvent très lente, a un traitement très variable selon le stade évolutif et l'âge du patient.

Parallèlement des traitements complémentaires peuvent viser les conséquences secondaires de la maladie ; une étude menée sur des enfants atteints de graves pathologies immunologiques (leucémie lymphoblastique aiguë, lymphome) a ainsi montré qu'ils présentent de graves carences chroniques en zinc et magnésium.
La leucémie aiguë lymphoblastique, la leucémie aiguë myéloblastique et la leucémie myéloïde chronique peuvent faire l'objet de dons de moelle osseuse.

## Progrès en matière de leucémie
D'après une conférence du professeur Laurent Degos (service d'hématologie, hôpital Saint-Louis à Paris) à la Fondation pour la recherche médicale, les progrès en matière de leucémie sont plus rapides que pour d'autres formes de cancer. L'une des raisons est liée à la facilité de tester l'effet des médicaments : « il est nettement et grandement plus facile en effet de multiplier les prélèvements sanguins ou médullaires que d'effectuer des ponctions ou des biopsies de tumeurs du poumon ou du foie. Aujourd'hui (2004), on dispose même de produits dits différenciants qui permettent de normaliser le comportement d'une cellule leucémique. Le meilleur exemple en est le traitement des LAM3 par l'acide tout-trans rétinoïque. Le rôle préventif de ces médicaments différenciant est discuté. Sans constituer à proprement parler une « vaccination » contre les leucémies, elles en représenteraient une sorte d'équivalent fonctionnel ».
Au 12 décembre 2012, les espoirs d'une équipe de l'université de Pennsylvanie se portent sur une thérapie génique expérimentale, utilisant une forme modifiée du VIH. En effet ce virus dénaturé et inoffensif, permet l'inclusion d'un gène codant une protéine dans le génome de lymphocytes T provenant de personnes malades. Après avoir effectué la transduction in vitro, les lymphocytes T génétiquement modifiés sont réintroduits dans le corps du patient. La protéine néosynthétisée permet aux lymphocytes de lutter contre les cellules cancéreuses. Les résultats sont encourageants. En effet, après le traitement d'une fillette de sept ans atteinte d'une leucémie lymphoblastique aiguë à l'hôpital pour enfants de Philadelphie (en), aucune trace de cellule cancéreuse n'a été détectée dans sa moelle osseuse,. On a pu observer sa rémission totale en quelques mois après une courte période d'effets secondaires contrôlés. En attendant plus de résultats, la thérapie génique semble être une bonne piste dans la lutte contre le cancer.
En 2015 : première guérison d’une leucémie grâce à un traitement génétique, pour une petite fille britannique de 11 mois, grâce à un médicament expérimental de la société Cellectis ; elle est la patiente du Dr Paul Veys, directeur de l’unité de transplantation de moelle osseuse du Great Ormond Street Hospital (GOSH) à Londres,. Il déclare le 6 novembre 2015 : « Sa leucémie était tellement agressive qu’une telle réponse est presque un miracle »,.

## Personnalités mortes de la leucémie
- Rainer Maria Rilke (1875-1926) : écrivain et poète autrichien
- Frantz Fanon
- Carlo Acutis
- Silvio Berlusconi
- Deborah Raffin[31] (1953-2012) : actrice américaine
- Robert Vaughn[32] (1932-2016) : acteur américain
- John Ireland[33] (1914-1992) : acteur américain
- Nyree Dawn Porter[34] (1936-2001) : actrice américaine
- Mike Connors[35] (1925-2017) : acteur américain
- Jean Gabin[36] (1904-1976) : acteur français
- François Chérèque (1956-2017) Syndicaliste
- Valéry Théa Doubo : du groupe Espoir 2000

## Témoignages
- Philippe Gourdin (préf. Agnès Buzyn), Je suis né trois fois, Paris, Fauves, 2018, 289 p. (ISBN 979-10-302-0092-8, lire en ligne)
- Yvette Dutartre et Joëlle Kerl, Tête à moelle ou Putain de leucémie : Carnets : septembre 2014-septembre 2015, Aniche, Sipayat, 2010, 297 p. (ISBN 978-2-919228-14-0)
- Perrine Huon, Trop jeune pour mourir, Michel Lafon, 2005 (ISBN 978-2-7499-0225-8)
- Dr Robert Patenaude, Survivre à la leucémie : Une histoire vécue et un guide sur les maladies du sang, Québec Amérique, 1997, 277 p. (ISBN 2-89037-900-0)

## La leucémie dans la culture

### Cinéma
- 1969 : L'Arbre de Noël, film français dramatique parlant d'un enfant atteint de leucémie à la suite d'une irradiation.
- 1970 : Love Story, film américain dramatique parlant d'une jeune fille atteinte de leucémie à une époque où il n'y avait aucun espoir de guérison.
- 2002 : Le Temps d'un automne ou Une promenade inoubliable (Québec), film américain dramatique inspiré du livre A Walk to Remember de Nicholas Sparks.
- 2004 : Saving Emily, téléfilm canadien.
- 2005 : Pries parskrendant i zeme, documentaire lituanien sur l'hospitalisation des enfants atteints de leucémie.
- 2009 : Oscar et la Dame rose, film français, adapté du roman du même titre d'Éric-Emmanuel Schmitt, parlant d'un enfant souffrant de la leucémie.
- 2009 : Ma vie pour la tienne, film américain réalisé par Nick Cassavetes.
- 2010 : Ways to live forever (film), film britannique relatant les derniers jours d'un jeune garçon atteint de leucémie.
- 2012 : Alabama Monroe, une histoire d'amour entre un joueur de banjo et une tatoueuse racontant leur rencontre ainsi que leur épreuve lorsqu'ils apprennent que leur fille est atteinte de leucémie (Belgique).
- 2012 : Now is Good ou Maintenant ou jamais (Québec), film britannique mettant en scène la vie de la jeune Tessa Scott atteinte de leucémie. Elle écrit une liste des choses qu'elle veut faire avant de mourir.
- 2015 : This Is Not A Love Story, film américain réalisé par Alfonso Gomez-Rejon.
- 2015 : Prémonition, film américain où la fille du personnage interprété par Anthony Hopkins est atteinte de leucémie.
- 2016 : Quand j’avais 6 ans, j’ai tué un dragon, documentaire de Bruno Romy.
- 2017 : 【日本赤十字社】ありがとうの手紙 From 献血で救われたいのち ([Croix-Rouge japonaise] Lettre de remerciement From Ceux qui ont été sauvés par les dons sanguins ), vidéo documentaire et spot publicitaire de la croix rouge japonaise sur une patiente atteinte de leucémie[37].

### Télévision
- La Petite Maison dans la prairie consacre tout un sujet sur la leucémie dans l'épisode 24 de la saison 5, intitulé : « L'Odyssée (The Odyssey) ».
- Le quatrième épisode d'Il était une fois… la Vie traitant de la moelle osseuse aborde le sujet de la leucémie.
- Chasing Life
- Scrubs épisode 22 et 23 de la saison 1. Ben Sullivan, ami du Dr Cox et frère de Jordan Sullivan est atteint d'une leucémie.